# Klusbach (Freibach)
Der Klusbach ist der rechte 5,3 km lange Quellbach des Freibaches im Schweizer Kanton  St. Gallen.

## Name
Klus, vom lateinischen clusa = umschlossener Raum, ist eine Bezeichnung für ein Quertal eines Flusses oder Baches mit steilen, felsigen Seitenwänden.

## Geographie

### Verlauf
Der Klusbach entspringt auf einer Höhe von etwa 879 m ü. M.  im Naien auf dem Gebiet der Gemeinde Heiden in einem Wald südlich vom Wolfhaldener Weiler Altenstein, direkt an der Gemarkungsgrenze zwischen Heiden und Wolfhalden. Er fliesst zunächst in nordöstlicher Richtung durch Waldgelände, passiert dann die Grenze nach Wolfhalden und wird nach etwa sechshundert Metern auf seiner rechten Seite vom Najenbach gespeist. Kurz danach fliesst ihm ebenfalls von rechts der Ochsenbach zu. Der Klusbach verlässt nun den Wald und betritt die offene Flur. Er wechselt dort seine Laufrichtung nach Norden und bewegt sich durch Felder und Wiesen östlich am Weiler Schönenbühl vorbei. Nördlich der Heldwies stärkt ihn auf seiner rechten Seite der Heldbach und östlich von Funkenbühl der Grenzbach. Der Bach fliesst danach bei Klus wieder durch ein Waldgebiet. Etwas bachabwärts nimmt er auf seiner linken Seite zuerst den Katzenbach und gleich darauf den Tannenbach auf und bei der Gaiswies fliesst ihm von rechts der Augstibach und dann von links der Bruggtobelbach zu. Er läuft nun in Richtung Nordwesten und fliesst etwa zweihundert Meter östlich an der Ortschaft Wolfhalden entlang. Er unterquert nun die Hauptstrasse 463 und wird gleich darauf von links vom Koltobelbach gespeist. Dort betrieb er einst die Bruggmühle. Nördlich vom Plätzle bildet der Bach die Grenze zwischen Wolfhalden und Lutzenberg. Beim Weiler Tobelmühle passiert der Klusbach die Kantonsgrenze und wechselt nach Thal im Kanton St. Gallen. Dort fliesst ihn auf seiner linken Seite der Haslibach zu und kurz danach wird er von rechts vom Haufenbach gestärkt. In Thal wird er auch als Dorfbach Thal bezeichnet. Zuletzt mündet er in den Gstaldenbach, welcher ab hier Freibach genannt wird.

### Zuflüsse
- Najenbach (rechts), 1,5 km
- Ochsenbach (rechts), 1,2 km
- Heldbach (rechts), 1,5 km
- Grenzbach (rechts), 1,2 km
- Katzenbach (links), 0,8 km
- Saugrubbach (links), 1,3 km
- Tannenbach (links), 0,5 km
- Augstibach (rechts), 0,7 km
- Bruggtobelbach  (links), 0,7 km
- Oberlindenbergbach (links), 0,3 km
- Koltobelbach (links), 0,3 km
- Haslibach (links), 1,1 km
- Haufenbach (rechts), 1,4 km
- Gupfenbach (rechts), 0,6 km

## Charakter und Gewässergüte
Der Klusbach ist ein naturnaher wilder Waldbach. Fast der gesamte Oberlauf ist in einem ökomorphologisch guten Zustand. 2003 wurde der Klusbach wegen heterotrophen Bewuchs und Schaum als kritisch bis sehr stark belastet eingestuft und in einer Untersuchung der appenzellischen Fliessgewässer im Jahr 2008 bekam er dagegen in der biologischen Gesamtbewertung eine gute Benotung. Im Unterlauf wurden jedoch überhöhte Phosphorkonzentrationen nachgewiesen.
Erwähnenswert ist das Geotop Gletschermühlen "Klusbach", eine Folge von teilweise verschütteten Strudellöchern und kleineren Gletschermühlen im felsigen Bett des Klusbaches.

## Fauna
Das Wasser des Klusbaches ist ein idealer Lebensraum für die Bachforelle. Vereinzelt kann auch die standortfremde Regenbogenforelle gesichtet werden.

## Mühlen
Der Klusbach betrieb früher ein dutzend Mühlen. So z. B. die Heldmühle, die Mühle Klus, die Gaismüli, die Bruggmühle, die Sägerei Plätzli, die Stoffdruckerei Kellen, die Mühle Kellen, die Mühle Tobelmüli und die Hammerschmiede und Sägerei Tobelmüli.